# Мусатов, Алексей Алексеевич
Алексе́й Алексе́евич Муса́тов (17 октября 1980, Москва, СССР — 13 июля 2005, Брянская область, Россия) — российский футболист, защитник.

## Клубная
Воспитанник школы московского «Торпедо». В 2001—2002 годах выступал за дублирующий состав «Торпедо-ЗИЛ», став в дебютном для себя сезоне серебряным призёром чемпионата России среди дублёров. Алексей отличался грубой игрой, так в сезоне 2001 в первенстве дублёров он получил 13 жёлтых карточек в 27 матчах, а в 2002 году 7 жёлтых и одну красную карточку в 21 матче. В 2002 году сыграл 4 матча в Премьер-лиге, получив 2 жёлтые карточки и одну красную. Далее играл в казахстанском «Женисе», в ульяновской «Волге» и подмосковном «Реутове». В 2005 году перешёл в брянское «Динамо», которое выступало в Первом дивизионе. Дебютировал за клуб в выездном матче 6-го тура против новокузнецкого клуба «Металлург-Кузбасс», выйдя на 87 минуте на замену Александру Фомичёву.

## Смерть
После полуночи 13 июля 2005 года Алексей Мусатов, а также его бывший одноклубник по «Торпедо-ЗИЛу» Александр Ковалёв погибли в автокатастрофе. Причиной ДТП, произошедшей на трассе Москва — Киев недалеко от Брянска стал выбежавший на трассу лось. Сначала лося ударил микроавтобус «Mercedes», который после удара потерял скорость, после этого в него врезался идущий сзади большегруз, который затем и столкнулся по касательной с автомобилем «Chrysler» футболистов, позади которого двигалось несколько больших автомобилей, они также врезались в «Chrysler», некоторые из них опрокинулись. В результате лобового столкновения футболисты погибли на месте.